# Museum Haus Hansestadt Danzig

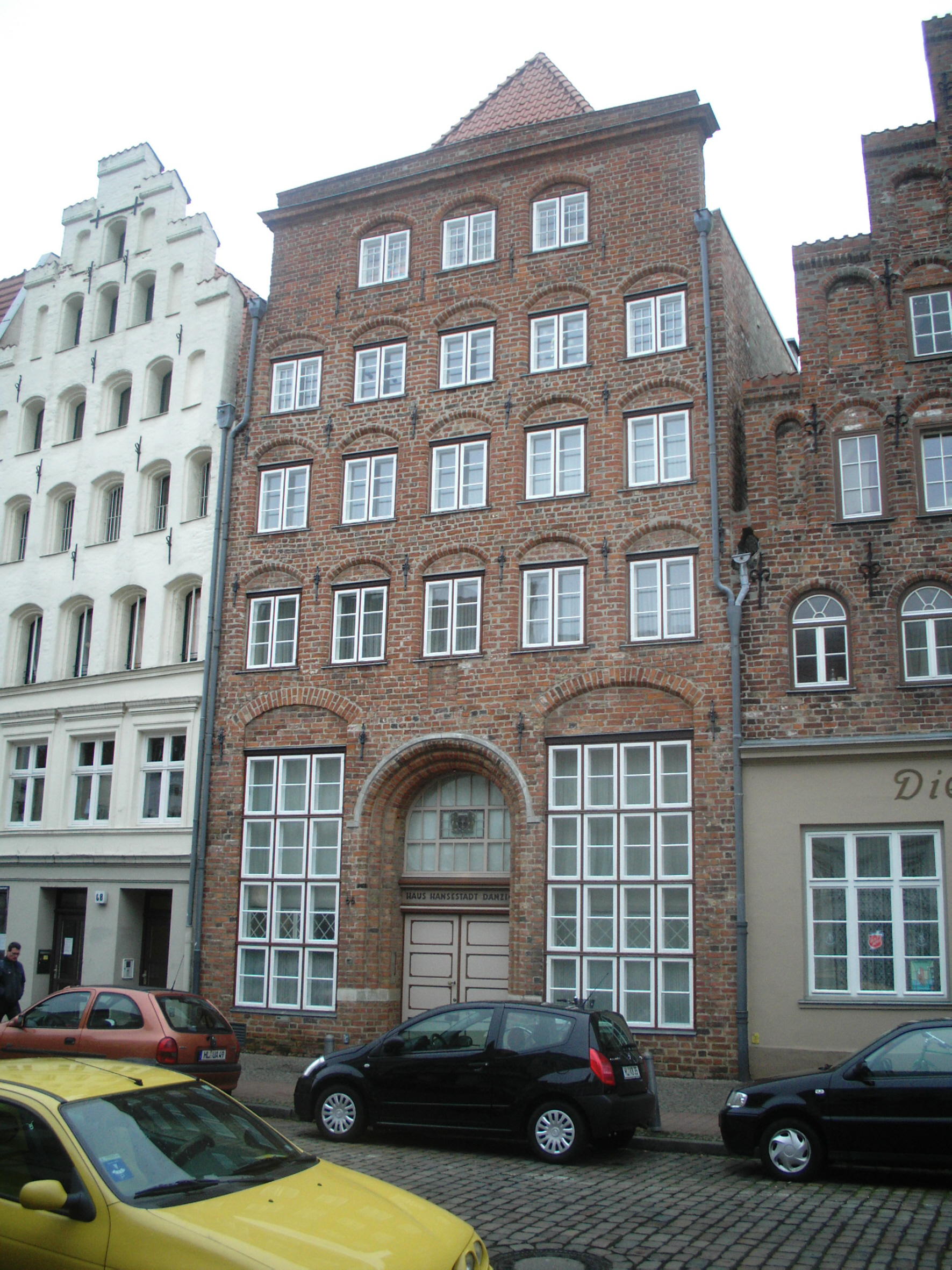
Museum Haus Hansestadt Danzig in der Engelsgrube

Das Museum Haus Hansestadt Danzig befindet sich in Lübeck in der Engelsgrube in einem Backsteingebäude vom Ende des 13. Jahrhunderts. Das Museum wurde 1981/1982 durch den Danziger Förderkreis e. V. eingerichtet. Seit 2011 stehen Haus und Museum in der Trägerschaft der rechtsfähigen Stiftung Haus Hansestadt Danzig. Das Museum vermittelt durch die Anordnung und die Ausgestaltung der Räume sowie durch die Ausstellungsstücke einen Eindruck von der Kultur Danzigs und der Danziger Region bis zum Ende des Zweiten Weltkriegs.

## Danziger Region
Die Handels- und Hansestadt Danzig war über Jahrhunderte ein unabhängiger Stadtstaat. In den Jahren 1919–1939 wurde sie Freie Stadt Danzig, nach dem Zweiten Weltkrieg polnisch. In der Eingangshalle, die im Stil eines Danziger Bürgerhauses gestaltet ist, befinden sich Landkarten, in denen die geographischen Bezeichnungen noch in deutscher Sprache gehalten sind, ein Adressbuch der früheren Einwohner, Siegel und Stempel sowie Schiffsmodelle. 

## Vernetzung des Museums
Der Kontakt zu den Institutionen, Bürgern, wissenschaftlichen Instituten und den Museen von Danzig (Gdańsk) wird gepflegt. Dies gilt besonders für den Partnerschaftsvertrag mit dem Museum der Geschichte der Stadt Danzig, Abteilung Uphagenhaus (Dom Uphagena – Muzeum Historyczne Miasta Gdańska).
Außerdem ist das Museum Mitglied des Museumsverbandes Schleswig-Holstein e. V. im Deutschen Museumsbund e. V.

## Erinnerungsstücke an Danzig
Der Hof ist durch die Diele erreichbar. Hier sind drei Kirchenglocken aus Wotzlaff und Danzig ausgestellt, die aus dem Hamburger Glockenfriedhof gerettet werden konnten. Diese Glocken waren 1942 zum Einschmelzen für die Rüstungsproduktion requiriert worden. In der Diele und auf den Stockwerken sind Bilder, Streichholzmodelle der Danziger Marienkirche und der Langen Brücke, Danziger Barockmöbel, Festtagsgewänder, Zinn- und Silbergegenstände und komplette Zimmer ausgestellt. In allen Zimmern befinden sich hanseatische Kronleuchter und Wandblaker aus Messing. Diese Blaker spiegeln das Licht von der Wand- und der Kopfseite der Beleuchtungsquelle und sind künstlerisch gestaltet. Im obersten Geschoss befindet sich eine Reproduktion in Originalgröße „Das Jüngste Gericht“ von Hans Memling (1467–1473), das in Farbe und Komposition von einem zeitgenössischen Maler stammen könnte.

## Wirtschaft, Brauchtum und Kultur
Eines der oberen Geschosse widmet sich Danzig als Handels-, Garnisons-, Fremdenverkehrs-, Bildungs- und Kulturstadt. Auch die Herstellung von Bier und Danziger Goldwasser in Danzig wird dokumentiert. Die Uniform eines Schwarzen Husaren ist ausgestellt. Außerdem wird auf die Flucht sowie die Zerstörung der Stadt erst unmittelbar nach Ende des Zweiten Weltkriegs eingegangen. Die Zeichnungen eines Zeitzeugen von den Ruinen bekannter Danziger Bauwerke kurz nach Ende des Zweiten Weltkrieges werden ebenfalls ausgestellt. (Die Dokumentation der Schäden war damals strikt verboten.)